# Файзуллаева, Майра Тинисбековна
Майра Тинисбековна Файзуллаева (род. 1 мая 1995 года) — казахстанская тяжелоатлетка.

## Карьера
Воспитанница шымкентской школы тяжёлой атлетики (тренеры — Игорь Пчелинцев и Рашид Тулегенов).
На юношеском чемпионате Азии 2012 года в рывке подняла 86 кг, а в толчке 100 кг. В сумме двоеборья (186 кг) заняла третье место.
После юниорского чемпионата Азии 2013 года отбывала двухлетнюю дисквалификацию за применение запрещённых препаратов.
Вернувшись в 2015 году на помост, на чемпионате Азии завоевала бронзу, показав суммарный результат 226 кг (101 кг в рывке и 125 кг в толчке).
В декабре 2015 года заняла второе место на Кубке Казахстана, показав суммарный результат 196 кг (86 кг в рывке и 110 кг в толчке).
В июне 2016 года заняла третье место на чемпионате Казахстана, показав суммарный результат 215 кг (90 кг в рывке и 125 кг в толчке).
В марте 2017 года заняла первое место на Кубке Казахстана с результатом 90 кг в рывке и 120 кг в толчке.
В апреле 2017 года заняла пятое место на чемпионате Азии с результатом 93 кг в рывке и 115 кг в толчке.
В мае 2017 года заняла второе место на IV Молодежных играх Республики Казахстан по тяжелой атлетике с результатом 91 кг в рывке и 120 кг в толчке.